# ESHAP
ESHAP — это принятый в онкогематологии акроним для относительно интенсивного режима химиотерапии, который используется для терапии второй линии при рецидивах или рефрактерности неходжкинских лимфом и лимфогранулематоза. В сочетании с моноклональным антителом ритуксимаб этот режим химиотерапии называется R-ESHAP.
[R]-ESHAP состоит из:
1. Ритуксимаба — (R)ituximab, представляющего собой моноклональное антитело, которое способно уничтожать как нормальные, так и злокачественные B-лимфоциты
2. Этопозида — (E)toposide, ингибитора топоизомеразы из группы эпиподофиллотоксинов
3. Метилпреднизолона — (S)olu-Medrol (Methylprednisolone), который представляет собой глюкокортикоид, который может вызывать апоптоз и лизис лимфоцитов
4. Высокодозного цитарабина — (H)igh-dose (A)ra-C — антиметаболита
5. Цисплатина — (P)latinol (cisplatin), представляющего собой препарат платины, алкилирующий антинеопластический препарат

## Режим дозирования
| Лекарство                        | Доза       | Режим введения                                      | Дни     |
| -------------------------------- | ---------- | --------------------------------------------------- | ------- |
| Ритуксимаб — (R)ituximab         | 375 мг/м2  | Внутривенная инфузия                                | День 0  |
| Этопозид — (E)toposide           | 40 мг/м2   | Внутривенная инфузия в течение 1 часа               | Дни 1-4 |
| Метилпреднизолон — (S)olu-Medrol | 500 мг     | Внутривенно болюсно в течение 15 мин                | Дни 1-5 |
| Цитарабин — (H)igh-dose (A)ra-C  | 2000 мг/м2 | Внутривенная инфузия в течение 2 часов              | День 5  |
| Цисплатин — (P)latinol           | 25 мг/м2   | Внутривенная непрерывная инфузия в течение 24 часов | Дни 1-4 |